# Jean-Louis-Alexandre Herrenschneider
Jean-Louis-Alexandre Herrenschneider, né le 23 mars 1760 à Grehweiler (Palatinat) et mort le 29 janvier 1843 , est un mathématicien, physicien, astronome et météorologue strasbourgeois.

## Biographie
Il a été professeur honoraire à la faculté des sciences de Strasbourg.
Le 15 octobre 1833 il devient membre de la Société du muséum d'histoire naturelle de Strasbourg
Il est inhumé au cimetière Saint-Gall de Strasbourg (Koenigshoffen).

## Hommages

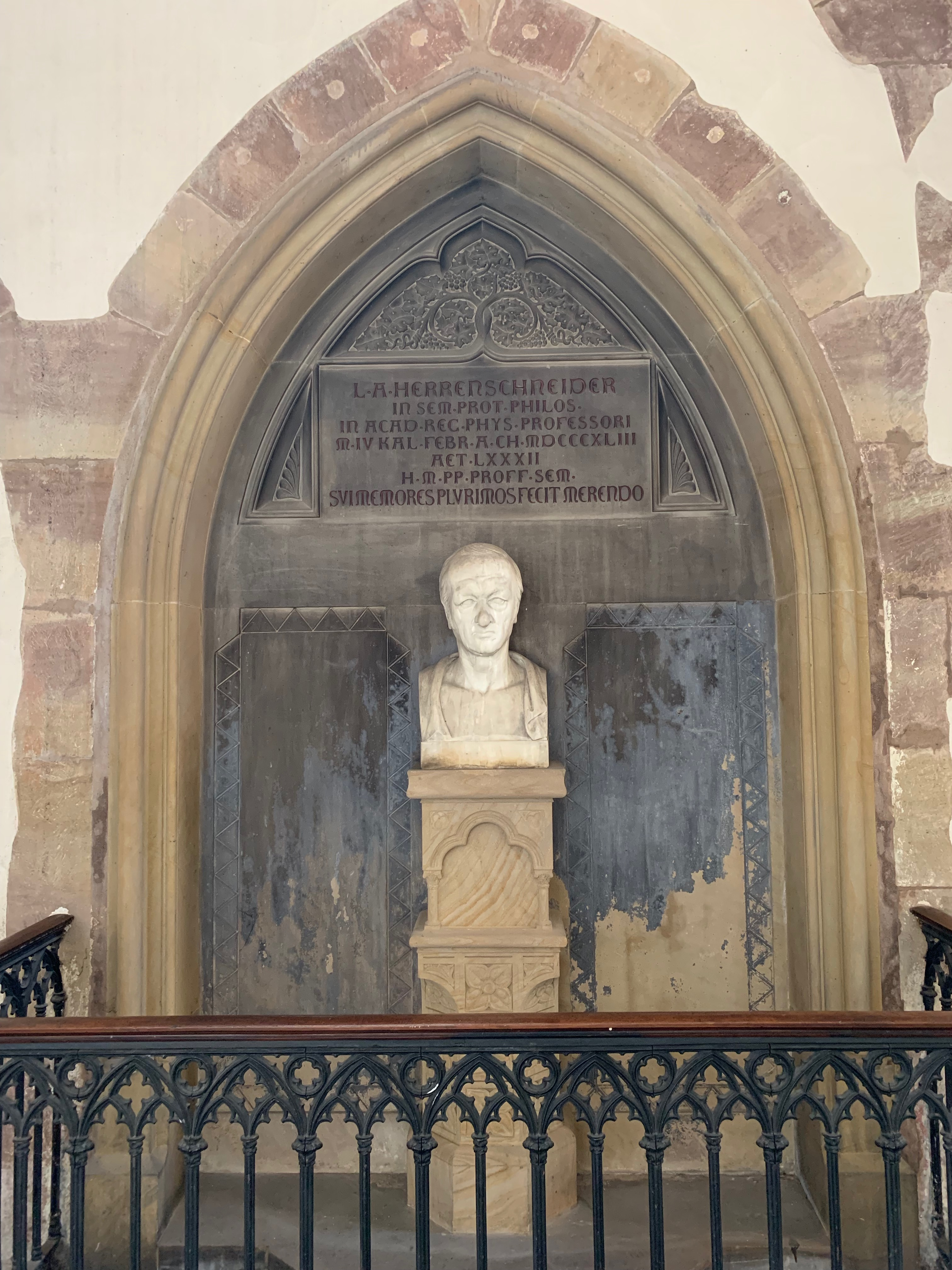
Buste à l'église Saint-Thomas de Strasbourg

- Il était titulaire de la Légion d'honneur[4].
- L'église Saint-Thomas de Strasbourg abrite son buste sculpté par Joachim-Frédéric Kirstein, posé sur une colonne polygonale devant une arcade murée de l'ancien cloître[5], et une plaque qui lui rend hommage[6].

## Œuvres
- (la) Dissertatio de læsionis enormis computatione, thèse, 1785
- Exercice public de physique, sur les propriétés générales des corps, la dynamique, l'hydrostatique, l'aérométrie, l'acoustique et la théorie du calorique, Strasbourg, 1801, 23 p.
- Exercice public sur les éléments de chimie et l'optique, Strasbourg, 1802, 37 p.
- Exercice public sur les propriétés générales des corps, la dynamique, l'hydrostatique, l'aérométrie, la théorie du calorique, et l'électricité, Strasbourg, Levrault F. G, 1803, 31 p.
- « Observations météorologiques faites à Strasbourg, pendant les années 1807, 1808, 1809 et 1810 », 1811 ?, p. 470-476, dans Mémoires de la société des Sciences agriculture et arts de Strasbourg (texte intégral sur Gallica  ou Google livres )
- « Résumé des observations météorologiques faites à Strasbourg… 1811-1820 (). 1821-1823. 1824-1835 », dans Mémoires de la Société des sciences, agriculture et arts de Strasbourg, 1823-1835